# 1100
1100 (MC) je bilo prestopno leto, ki se je po julijanskem koledarju začelo na nedeljo.

## Dogodki

### Evropa
- 5. avgust - Po smrti angleškega kralja Viljema II., ki je bil tri dneve prej smrtno ranjen na lovu, postane nov angleški kralj njegov mlajši brat Henrik. Njegov položaj je sprva zelo šibek, saj je izkoristil odsotnost najstarejšega brata in normandijskega vojvode Roberta Curthosa, ki se je bil udeležil križarske vojne. Henrik I. s plemstvom sklene niz sporazumov, ki tvorijo »Listino svoboščin«, prvi proto-ustavni dokument, ki v štirinajstih tezah omejuje kraljevo oblast. (Velika listina svoboščin → 1215)
- Tudi francoski kralj Filip I. izkoristi Robertovo odsotnost in še nekaterih francoskih plemičev. V Normandiji si priključi dele grofije Vexin, v osrednji Franciji pa vikontijo Bourges.
- Ker novi angleški kralj Viljem rabi cerkveno podporo, povabi iz pregnanstva nazaj v Anglijo canterburyjskega nadškofa Anzelma, sicer najvišjega angleškega cerkvenega dostojanstvenika, ki krona kralje. Omehča ga s tem, da na Canterbuyjsko nadškofijo prenese nekatere cerkvene posesti.
- 30. avgust - Svjatopolk II. je izvoljen za kijevskega velikega kneza. Njegov položaj je šibek in v stalnem rivalstvu z močnejšim knezom mesta Pereiaslav Vladimirjem Monomahom.
- 8. september - Po smrti cesarskega papeža Klemna III. je na tajnem izboru v Baziliki Svetega Petra za novega cesarskega papeža izvoljen Teodorik.
- september - Večja skupina v boju neizkušenih tlačanov pod vodstvom milanskega nadškofa Anzelma I. odrine na križarski pohod. Od vseh skupin, ki hkrati odrinejo proti Sveti deželi, številčno prevlada in vsili svojo strategijo boja proti Seldžukom. 1101 ↔
- 18. oktober - Peter I. Aragonski zavzame trdnjavo Barbastro.
- 18. november - Vojvoda Viljem IX. Akvitanski razžene škofe s koncila v Poitiersu, na katerem bi razpravljali o ponovnem izobčenju francoskega kralja Filipa I.
- Islandija: začetek rabe pisne zakonodaje v Althingu.
- Začetek gradnje samostana Šentjurij ob Dolgem jezeru (nem. Sankt Georgen am Längsee) na avstrijskem Koroškem.

### Bližnji vzhod
- januar - Zdrahe na seldžuškem perzijskem dvoru v Bagdadu. Mahmuda I. spodnese njegov mlajši, komaj trinajstletni brat Barkijaruk, a ga Mahmud še isto pomlad napodi iz Bagdada.Kronanje Baldvina Boulonjskega za jeruzalemskega kralja
- maj - Rajmond IV. Touluški, ki je kot formalni voditelj križarskega pohoda bil do zdaj prikrajšan za lasten fevd, odpluje v Konstantinopel in prosi cesarja Alekseja I. Komnena za pomoč pri osvojitvi Tripolisa. S cesarjem Aleksejem I. sklene spletkarsko zavezništvo proti skupnemu nasprotniku Bohemondu Antioškemu, ki zavrača izponitev prisege bizantinskemu cesarja in je izzigral Rajmonda pri deležu osvojitev.
- 18. julij - Med obleganjem Akre v boju umre jeruzalemski kralj, oziroma nominalno "varuh Božjega groba" Godfrej Bouillonski. Med križarji se glede njegovega naslednika pojavijo nesoglasja, ki trajajo do konca leta.
- avgust - Bitka pri Melitenah: križarska vojska, ki jo vodi Bohemond I. Antiohijski, med hitenjem na pomoč armenskim zaveznikom v Kikliji pade v zasedo, ki so jo pripravili  seldžuški Dašmenidi. Večina Bohemondovega spremstva je pobita, on sam pa pridržan za talca v zameno za odkupnino. Regentstvo v Antiohiji prevzame njegov nečak Tankred.
- 20. avgust - Padec Haife: križarji ob podpori manjše flote Benečanov in vodstvom antiohijskega regenta Tankreda zavzamejo Haifo.
- Pomorske republike Pisa, Genova in Benetke dobijo trgovske privilegije za mesta, ki jih pomagajo osvojiti.
- 25. december - Novi jeruzalemski kralj postane Baldvin Boulognski. Grofijo Edeso prepusti nečaku Baldvinu Bourcqškemu.

### Dinastija Song
- Prebivalstvo pod dinastijo Song je ocenjeno na 100 milijonov. Prestolnica Kaifeng ima več kot milijon popisanega prebivalstva, hkrati z okoli 300.000 nameščenimi vojaki.
- Umrlega cesarja Zhezonga nasledi cesar Huizong, ki je bolj naklonjem kulturnemu ustvarjanju in manj ukvarjanju s politiko ter vojsko.

### Severna Amerika
- Vzpona kulture Starih Pueblov (Pueblo III.).
- Z metodo radioaktivnega ogljika približno datiran nastanek indijanskega naselja Oraibi v Arizoni, ki ga danes naseljuje ljudstvo Hopi.

## Rojstva
- 23. maj - cesar Qinzong, dinastija Song († 1161)

Neznan datum
- Akard od Svetega Viktorja, francoski opat, teolog († 1171)
- Albert Medved, brandenburški mejni grof († 1170)
- Arnold I. Kölnski, nadškof Kölna († 1152)
- Džabir ibn Aflah, andaluzijski astronom in matematik († 1150)
- Ibn Funduk, perzijski zgodovinar († 1169)
- Gilbert de Clare, angleški plemič, 1. grof Pembroke († 1148)
- papež Gregor VIII. († 1187)
- Gruffudd ap Arthur, valižanski zgodovinar († 1155)
- papež Hadrijan IV. († 1159)
- Herman Koroški, slovenski filozof, astronom, astrolog, matematik, prevajalec, pisatelj (približni datum) († okoli 1160)
- Al-Idrizi, arabski kartograf († 1165/1166)
- Jacob ben Meir Tam, francoski rabin, talmudist († 1171)
- Mary in Eliza Chulkhurst, angleški siamski dvojčici († 1134)
- Odon iz Novare, italijanski menih, svetnik († 1198)
- Peter Lombard, italijanski škof, teolog in filozof († 1160)
- Robert Fitzroy, angleški plemič, vojskovodja, 1. grof Gloucester († 1147)
- Robert iz Meluna, angleški škof in teolog († 1167)
- Roman I., krški škof († 1167)

## Smrti
- 8. januar - protipapež Klemen III. (* 1029)
- 23. februar - cesar Zhezong, dinastija Song (* 1077)
- 18. julij - Godfrej Bouillonski, jeruzalemski kralj (* 1060)
- 2. avgust - Viljem II., angleški kralj (* 1056)
- 16. september - Bernold iz Konstance, nemški kronist (* 1054)
- 13. oktober - Gvido I. Ponthieujski,  normandijski grof Ponthieuja
- 18. november - Tomaž iz Bayeuxa, nadškof Yorka
- 22. december - Břetislav II., češki vojvoda (* 1060)

Neznan datum
- Hajdu, mongolski kan (* 1030)
- Naropa, indijski budistični jogini (* 1016)